# Sázavka (říčka)
Sázavka nazývaná též Malá Sázava je největší pravostranný přítok Sázavy, který pramení jihozápadně od osady Rankov v nadmořské výšce 558 m, západně od Chotěboře, v Kraji Vysočina. Délka toku činí 32,2 km. Plocha povodí měří 132,7 km².

## Průběh toku

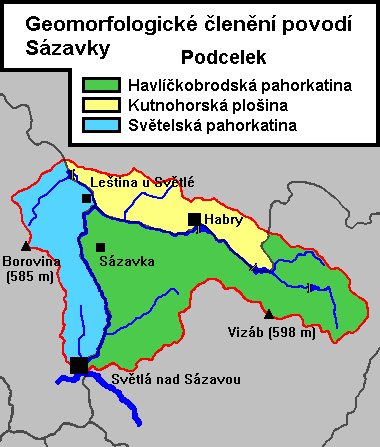
Geomorfologické členění

Nejprve její tok směřuje na sever. Protéká Spáleným rybníkem, pod kterým se obrací na západ. Dále napájí Branecký rybník a větší Jilemský rybník. Po dalších dvou kilometrech vtéká do přírodní rezervace Havranka, kde přijímá z pravé strany svůj první větší přítok Vepříkovský potok, který přitéká ze severovýchodu od obce Vepříkov. Pod tímto soutokem vzdouvá její vody velký Jiříkovský rybník. Její tok dále směřuje severozápadním směrem mělkým plochým údolím k městu Habry, kde napájí větší Haberský rybník, který je výraznou dominantou města. Celý tento úsek, který je z velké části regulován, v němž se zachovalo jen několik krátkých přirozených úseků, je znám spíše jako Jiříkovský potok.
Od výtoku z Haberského rybníka je říčka nazývána Sázavkou. V tomto úseku proudí málo zalesněnou krajinou převážně západním směrem ke Štěpánovu, u něhož ji posiluje zprava potok Radinovka. U Štěpánova se nachází jedna z budoucích vhodných lokalit pro výstavbu vodní nádrže. (Viz Lokalita vhodná pro vybudování vodní nádrže.) Níže po proudu u obce Leština u Světlé se do říčky vlévá zprava potok Leština, který je jejím největším pravostranným přítokem. Pod tímto soutokem se její tok obrací k jihu, údolí se prohlubuje a spád říčky se zvyšuje. V úseku mezi Sázavkou a Josefodolem její tok místy meandruje. V Josefodole přijímá zleva Zbožský potok, který je jejím největším levostranným a celkově nejvodnějším přítokem. Jižní směr si již říčka ponechává až ke svému ústí do Sázavy ve Světlé nad Sázavou na říčním kilometru 144,7 v nadmořské výšce 390 m.

### Geomorfologické členění
Celé povodí Sázavky se nachází v geomorfologickém celku Hornosázavská pahorkatina. Údolí říčky tvoří rozhraní mezi jednotlivými jejími podcelky. Všechny její levostranné přítoky a pravostranné přítoky po Jiříkovský rybník odvodňují severozápadní část Havlíčkobrodské pahorkatiny. Nejvyšším bodem této části povodí je vrch Vizáb (598 m), který se nachází západně od Sedletína a je současně i nejvyšším bodem celého povodí. Říčka odvodňuje jeho severní a severovýchodní úbočí. Pravostranné přítoky od Jiříkovského rybníka po Leštinu u Světlé odvodňují jižní část Kutnohorské plošiny. Zbývající pravé přítoky od Leštiny u Světlé po ústí spolu s převážnou částí povodí potoka Leštiny odvodňují východní část Světelské pahorkatiny. Nejvyšším bodem této části povodí je vrch Borovina (585 m), který se nachází jihozápadně od Kynic. Sázavka odvodňuje jeho severovýchodní úbočí.

### Klimatické poměry

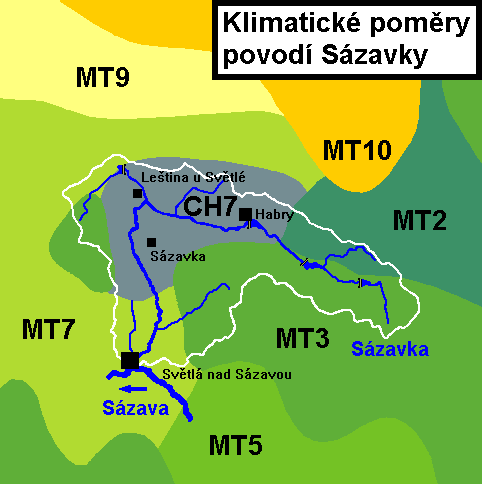
Klimatické poměry (E. Quitt, 1971)

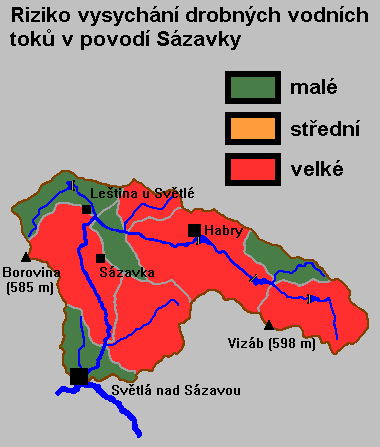
Riziko vysychání drobných vodních toků v povodí Sázavky dle VÚV T. G. M. (viz Externí odkazy)

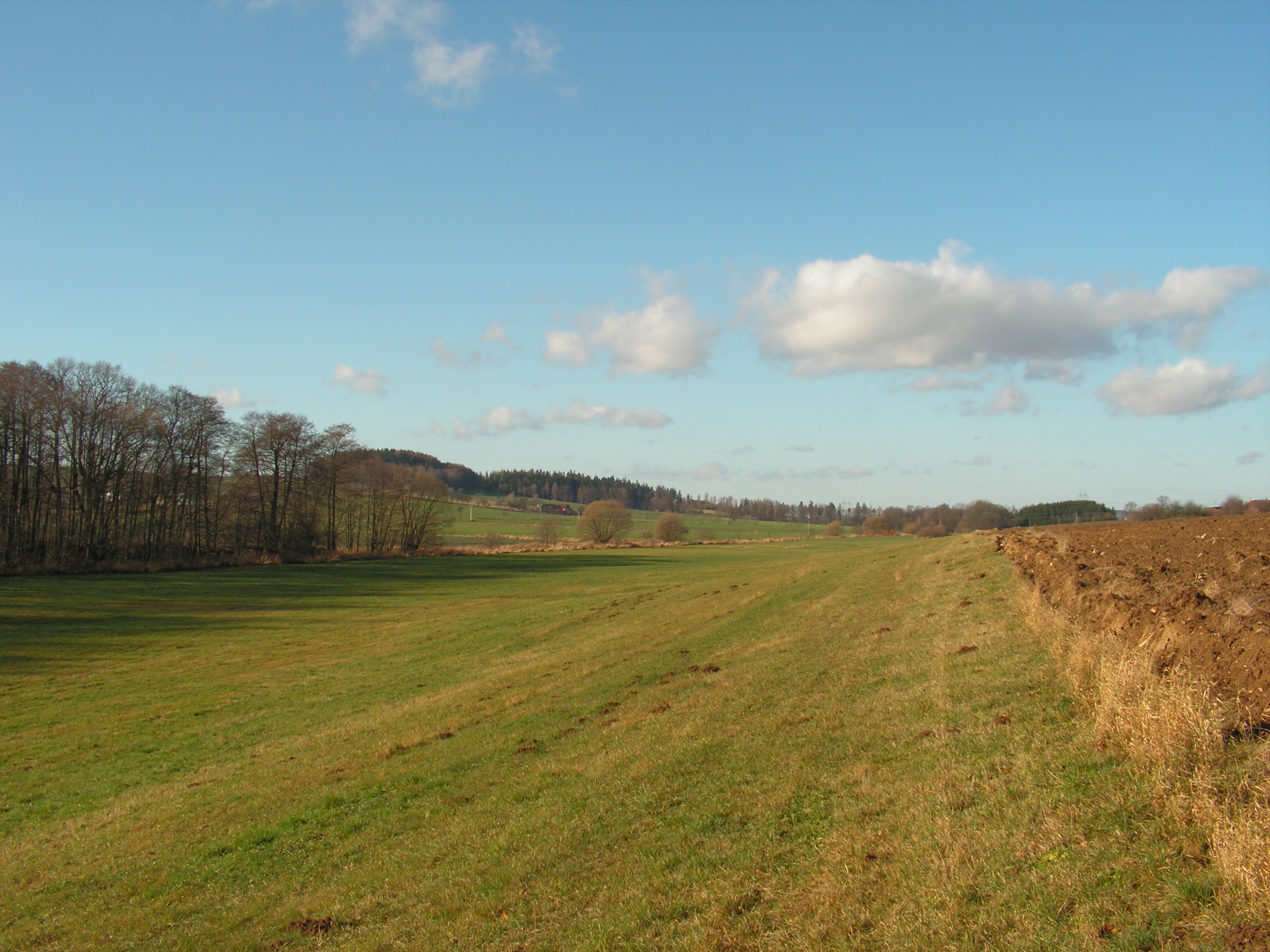
Ploché údolí pod Jiříkovským rybníkem

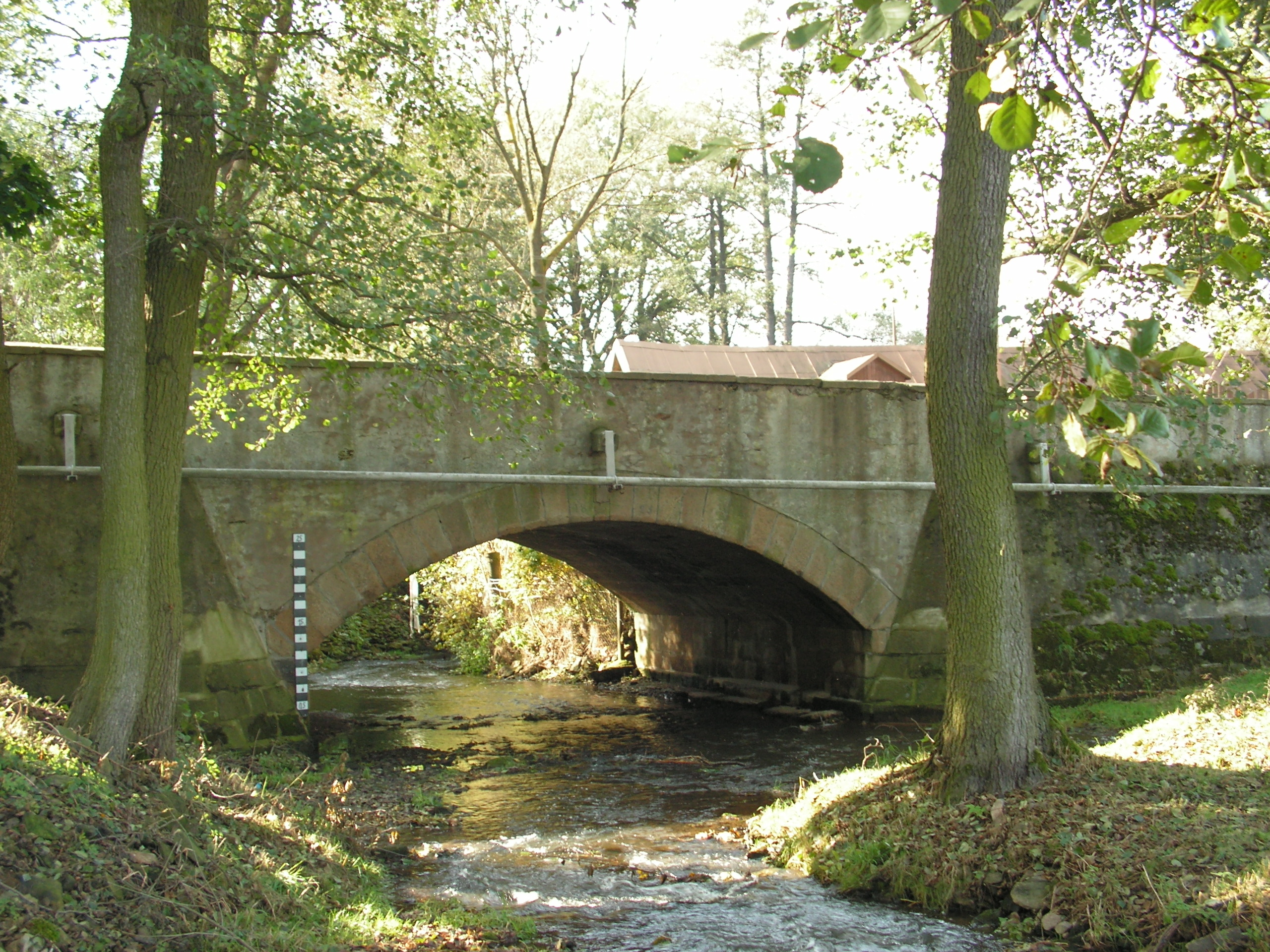
Sázavka pod Haberským rybníkem

Povodí Sázavky se nachází ve čtyřech klimatických oblastech (dle Quitta, 1971). 
Klimatické charakteristiky jednotlivých oblastí nacházejících se v povodí Sázavky:
| Klimatické charakteristiky                  | CH7      | MT2      | MT3      | MT7      |
| ------------------------------------------- | -------- | -------- | -------- | -------- |
| Počet letních dnů                           | 10–30    | 20–30    | 20–30    | 30–40    |
| Počet dnů s průměrnou teplotou 10 °C a více | 120–140  | 140–160  | 120–140  | 140–160  |
| Počet mrazových dnů                         | 140–160  | 110–130  | 130–160  | 110–130  |
| Počet ledových dnů                          | 50–60    | 40–50    | 40–50    | 40–50    |
| Průměrná teplota v lednu (°C)               | −3 až −4 | −3 až −4 | −3 až −4 | −2 až −3 |
| Průměrná teplota v červenci (°C)            | 15–16    | 16–17    | 16–17    | 16–17    |
| Průměrná teplota v dubnu (°C)               | 4–6      | 6–7      | 6–7      | 6–7      |
| Průměrná teplota v říjnu (°C)               | 6–7      | 6–7      | 6–7      | 7–8      |
| Průměrný počet dní se srážkami 1 mm a více  | 120–130  | 120–130  | 110–120  | 100–120  |
| Srážkový úhrn ve vegetačním období (mm)     | 500–600  | 450–500  | 350–450  | 400–450  |
| Srážkový úhrn v zimním období (mm)          | 350–400  | 250–300  | 250–300  | 250–300  |
| Počet dnů se sněhovou pokrývkou             | 100–120  | 80–100   | 60–100   | 60–80    |
| Počet dnů zamračených                       | 150–160  | 150–160  | 120–150  | 120–150  |
| Počet dnů jasných                           | 40–50    | 40–50    | 40–50    | 40–50    |

### Větší přítoky
Nejdelším přítokem Sázavky je potok Leština s délkou toku 7,3 km. Přítokem s největší plochou povodí je Zbožský potok, jehož rozloha povodí činí 19,8 km².
- Vepříkovský potok, zprava, ř. km 25,6[6]
- Kněžský potok je levostranný přítok, jehož délka toku činí 3,2 km.[7][pozn 1] Potok pramení severovýchodně od vsi Kněž v nadmořské výšce okolo 545 m. Po celé své délce teče převážně severozápadním směrem regulovaným korytem. Do Sázavky se vlévá na jejím 18,3 říčním kilometru[7] jihozápadně od Habrů v nadmořské výšce okolo 455 m.
- Radinovka, zprava, ř. km 15,1[8]
- Leština, zprava, ř. km 13,0[5]
- Zbožský potok, zleva, ř. km 3,3[1]
- Bohušický potok, zprava, ř. km 0,6[7]

### Rybníky
Vodní nádrže v povodí Sázavky podle rozlohy:
| název vodní nádrže | vodní tok         | rozloha (ha) | celkový objem (tis. m³) | retenční objem (tis. m³) |  |
| ------------------ | ----------------- | ------------ | ----------------------- | ------------------------ |  |
| Jiříkovský rybník  | Sázavka           | 22,6         | 320                     | 125                      |  |
| Haberský rybník    | Sázavka           | 12,9         | 84                      | 57                       |  |
| Kunický rybník     | Leština           | 9,9          | 60                      | 35                       |  |
| Jilemský rybník    | Sázavka           | 6,4          | 120                     | 41                       |  |
| Leštinský rybník   | Leština           | 4,9          | 70                      | 27                       |  |
| Trněný rybník      | Vepříkovský potok | 4,6          | 100                     | 30                       |  |
| Stinka             | bezejmenný potok  | 4,5          | 25                      | 15                       |  |
| Tiský rybník       | bezejmenný potok  | 2,1          | 54                      | 13,5                     |  |
| Lesní rybník       | Vepříkovský potok | 2,0          | 14                      | 10                       |  |
| Markus             | Leština           | 1,4          | 6                       | 5                        |  |

## Vodní režim

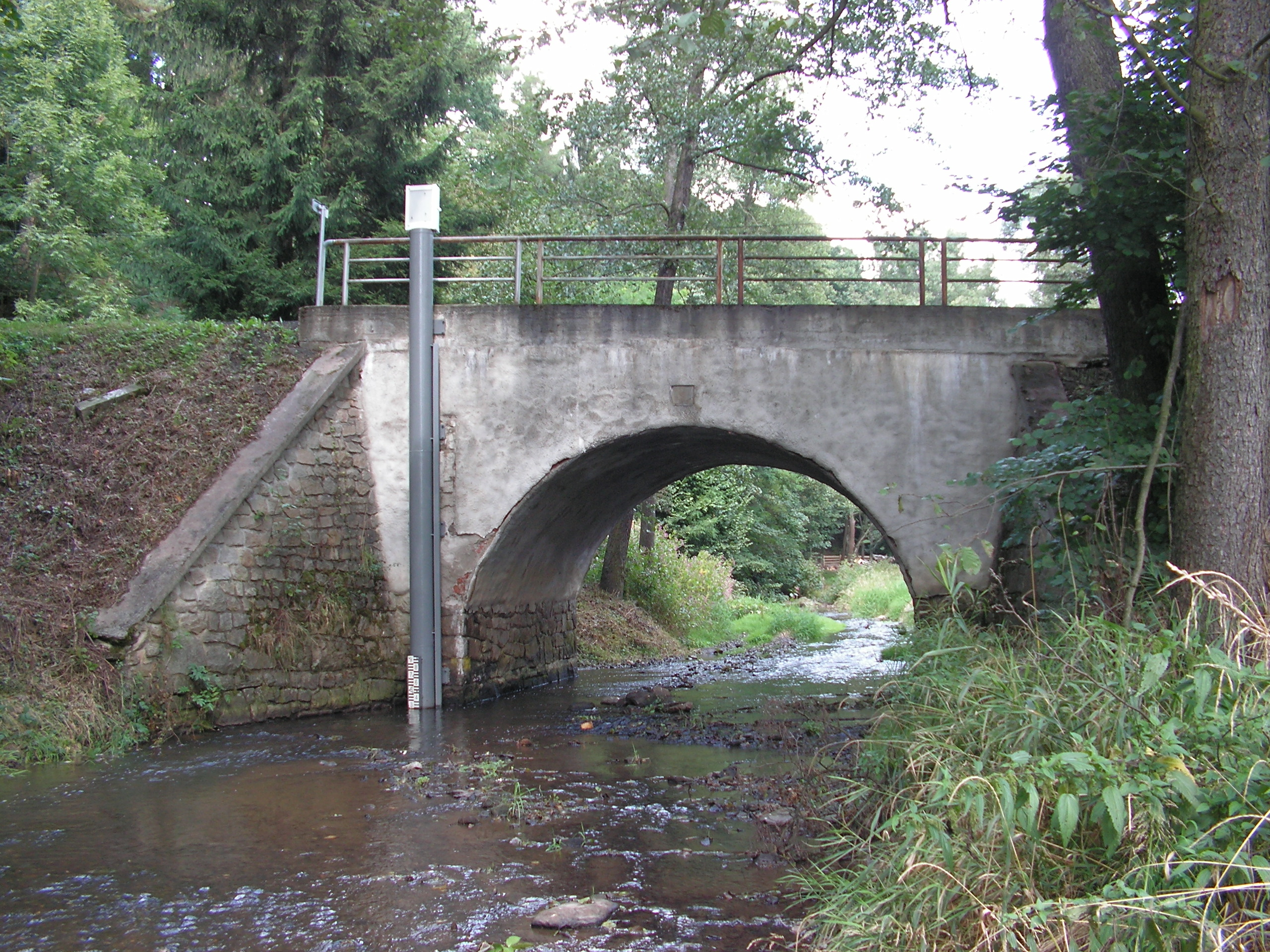
Vodoměrná stanice s limnigrafem v Josefodole

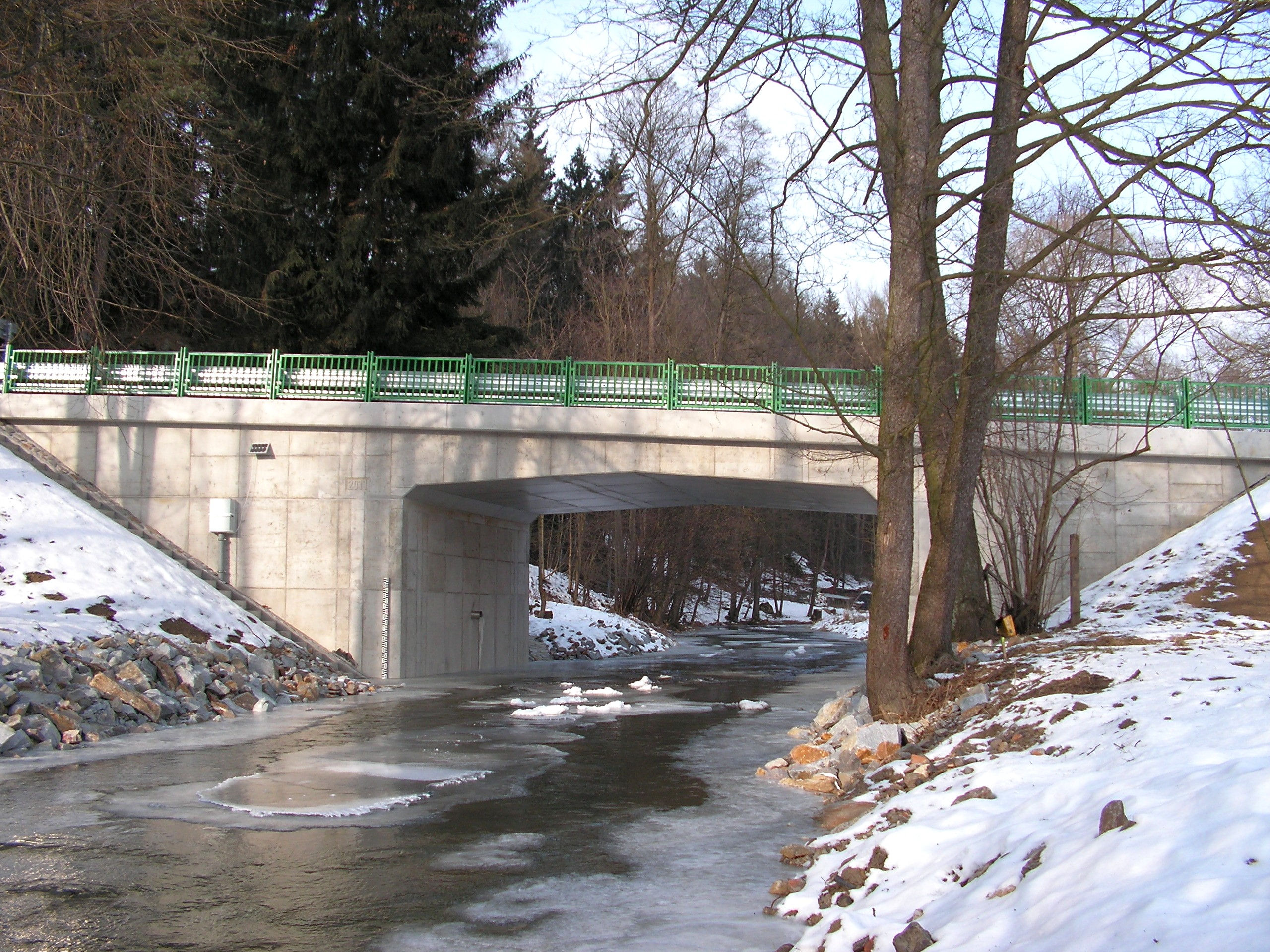
Nový most postavený v roce 2011 na místě starého mostu (snímek výše)

Sázavka patří stejně jako ostatní toky v povodí Sázavy mezi toky vrchovinno-nížinné oblasti. V zimním a jarním období odteče nad 60 % celoročního odtoku. Maxim dosahuje od února do dubna, což je způsobeno především táním sněhu. V letních měsících mohou její hladinu zvýšit přívalové srážky, či dlouhotrvající deště, tak jako se stalo například v polovině srpna roku 2002, kdy na vodočtu v Josefodole vystoupila její hladina na 224 cm.
Průměrný průtok Sázavky v Josefodole činí 0,75 m³/s.
Hlásné profily:
| místo     | říční km | plocha povodí | průměrný průtok (Qa) | stoletá voda (Q100) | poznámky           |
| --------- | -------- | ------------- | -------------------- | ------------------- | ------------------ |
| Josefodol | 2,30     | 124,42 km²    | 0,75 m³/s            | 59,0 m³/s           | aktualizace 2023   |
| ústí      | 0,0      | 132,68 km²    | 0,78 m³/s            | 68,0 m³/s           | není aktualizováno |

M-denní průtoky u ústí:
| M [dní]  | Q30  | Q60  | Q90  | Q120 | Q150 | Q180 | Q210 | Q240 | Q270 | Q300 | Q330 | Q355 | Q364 |
| -------- | ---- | ---- | ---- | ---- | ---- | ---- | ---- | ---- | ---- | ---- | ---- | ---- | ---- |
| Q [m³/s] | 1,85 | 1,23 | 0,93 | 0,74 | 0,60 | 0,50 | 0,41 | 0,34 | 0,28 | 0,22 | 0,16 | 0,11 | 0,07 |

N-leté průtoky pod Haberským rybníkem:
| N-leté průtoky | Q1  | Q2  | Q5  | Q10  | Q20  | Q50  | Q100 |
| -------------- | --- | --- | --- | ---- | ---- | ---- | ---- |
| Q [m³/s]       | 3,8 | 5,6 | 8,7 | 12,4 | 17,7 | 26,4 | 37,7 |

N-leté průtoky v Josefodole:
| N-leté průtoky | Q1   | Q2   | Q5   | Q10  | Q20  | Q50  | Q100 |
| -------------- | ---- | ---- | ---- | ---- | ---- | ---- | ---- |
| Q [m³/s]       | 17,0 | 22,0 | 30,0 | 36,0 | 43,0 | 52,0 | 59,0 |

### Historické povodně

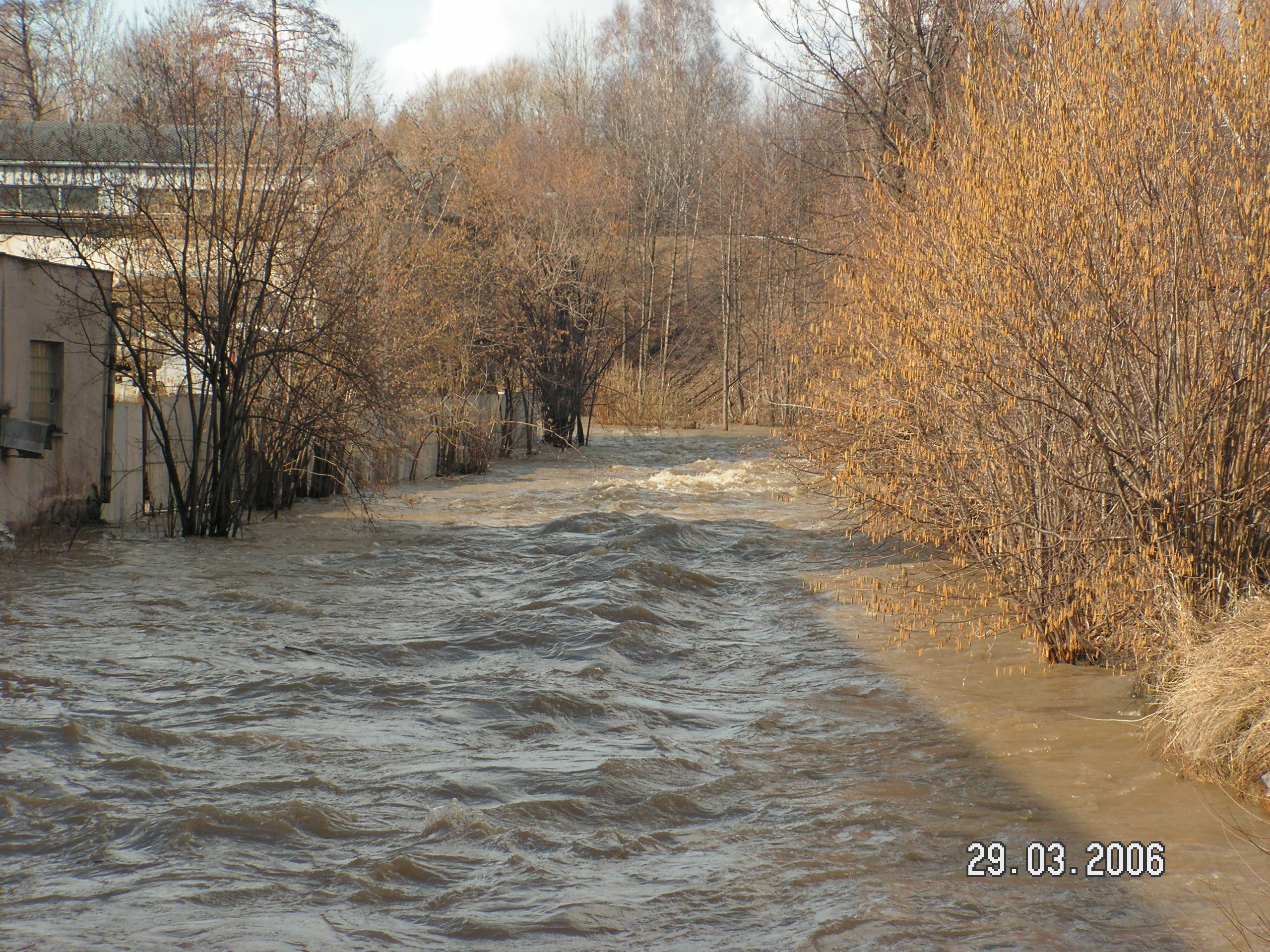
Rozvodněná Sázavka ve Světlé nad Sázavou v březnu 2006

#### Povodeň v roce 1891
Jedna z největších historicky doložených povodní na Sázavce proběhla na začátku března roku 1891, kdy během prudkého oteplení a následného tání, které doprovázel vytrvalý déšť, rozvodněná řeka zaplavila celý Josefodol. Další škody způsobila ve Světlé nad Sázavou, kde zatopila parní pilu do výše dvou metrů, strhla most u brusírny Karlov a přerušila tak spojení k místnímu nádraží.

#### Povodeň v roce 1968
K této povodni došlo v polovině ledna roku 1968, kdy hladina řeky na vodočtu v Josefodole dosáhla 282 cm.

## Využití

### Doprava
Údolím říčky mezi Leštinou a Světlou nad Sázavou je
vedena dvoukolejná elektrizovaná trať č. 230 (Praha–) Kolín–Havlíčkův Brod.

### Lokalita vhodná pro vybudování vodní nádrže
U vsi Štěpánov se dle Generelu LAPV (Generel území chráněných pro akumulaci povrchových vod) vytvořeného pracovní skupinou složenou v roce 2009 ze zástupců MZe, MŽP a AOPK ČR nachází vhodná lokalita pro výstavbu vodní nádrže. Plocha lokality pro územní ochranu činí 235,7 ha. Současný plán počítá se zachováním zástavby Štěpánova. Plocha povodí říčky k profilu plánované hráze činí 67,3 km² a objem nádrže by měl být zhruba 12,0 mil. m³. Využití této nádrže zařazené v Generelu LAPV do kategorie B by spočívalo hlavně v nadlepšování průtoků v řece Sázavě, jejíž průtok je ochuzen o vodárenské odběry z VD Švihov. Dle studie zabývající se změnou klimatu může průměrný průtok Želivky pod VD Švihov v budoucnu klesnout až o 50 procent.

### Malé vodní elektrárny
Spádu říčky na dolním toku využívají dvě MVE. První z nich se nachází u Josefodolu zhruba na 2,5 říčním kilometru a nese název MVE Stupník. Druhá, která se nazývá MVE Sázavka, se nachází ve Světlé nad Sázavou na 0,7 říčním kilometru.
Základní údaje o MVE:
| název       | říční km | celkový instalovaný výkon (MW) | počet zdrojů |  |
| ----------- | -------- | ------------------------------ | ------------ |  |
| MVE Stupník | 2,5      | 0,020                          | 2            |  |
| MVE Sázavka | 0,7      | 0,012                          | 3            |  |

### Rybářské revíry

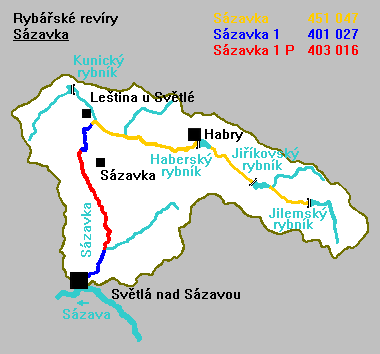
Rybářské revíry

Říčka Sázavka je rozdělena do 3 rybářských revírů, z nichž jeden je pstruhový.

#### Sázavka
Je mimopstruhový revír evidovaný pod číslem 451 047 s délkou toku 15,0 km. Má rozlohu 7,00 ha. Uživatel revíru je Východočeský územní svaz. Obhospodařuje jej MO Habry. Revír tvoří úsek Sázavky od jezu v Leštině u Světlé až k jejím pramenům. Dále k němu patří Nový rybník (6,4 ha) a lom Peklo (0,6 ha) v k. ú. Habry. Jiříkovský rybník k revíru nepatří.

#### Sázavka 1
Je mimopstruhový revír evidovaný pod číslem 401 027 s délkou toku 6,0 km. Má rozlohu 2,00 ha. Uživatel revíru je Územní svaz města Prahy. Tvoří ho dva úseky. První úsek je od ústí Sázavky do Sázavy ve Světlé nad Sázavou až ke sklárnám v Josefodole. Druhý úsek je od železničního mostu pod obcí Sázavka až k jezu v Leštině u Světlé. Přítoky do revíru nepatří.

#### Sázavka 1 P
Je pstruhový revír evidovaný pod číslem 403 016 s délkou toku 13,0 km. Má rozlohu 3,00 ha. Uživatel revíru je Územní svaz města Prahy. Tvoří jej úsek nad objektem skláren v Josefodole až k železničnímu mostu pod obcí Sázavka. Dále k němu patří dolní část Žebrákovského potoka, přesněji úsek od jeho ústí do Sázavy až po mostek silnice Světlá nad Sázavou–Opatovice. Zbožský potok i ostatní přítoky Sázavky jsou chovné. Úsek Žebrákovského potoka nad výše zmíněným mostkem spolu s nádrží Kristiánka do revíru nepatří.

### Vodáctví
Za dobrého vodního stavu během tání sněhu a po vydatných deštích je možno Sázavku sjet. Obvyklý začátek plavby je u mostu ve Štěpánově na ř. km 13,2 nebo u mostu mezi obcemi Sázavka a Ovesná Lhota na ř. km 8,8. Průměrná šířka říčky je okolo 4 m, v nejnižší partii 5–6 m. Vodácká obtížnost je WW1. V Josefodole je umístěn vodočet.

## Příroda

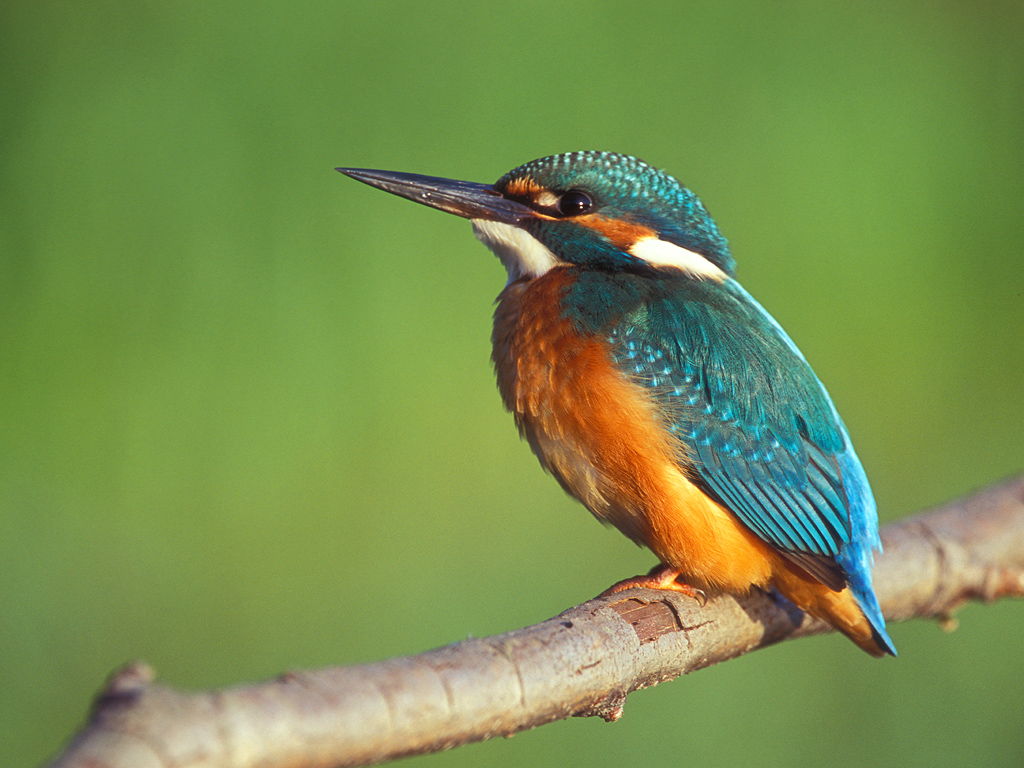
Ledňáček říční

### Ryby a raci
Mezi nejčastější úlovky místních rybářů patří pstruh obecný potoční (Salmo trutta morpha fario), pstruh duhový (Oncorhynchus mykiss), siven americký (Salvelinus fontinalis), kapr obecný (Cyprinus carpio) a jelec tloušť (Leuciscus cephalus). V řece se vyskytují kriticky ohrožené mihule potoční (Lampetra planeri) a poměrně silné populace vranky obecné (Cottus gobio) a střevle potoční (Phoxinus phoxinus). Je zde prokázán i výskyt raka říčního (Astacus astacus).

### Ptáci a savci
V okolí řeky hnízdí skorec vodní (Cinclus cinclus) a konipas bílý (Motacilla alba). Při březích Sázavky je možné spatřit i ohroženého ledňáčka říčního (Alcedo atthis). Ze savců se zde vyskytuje například vydra říční (Lutra lutra).

### Chráněná území v povodí Sázavky
- památné stromy Březová alej u Kysibelského dvora
- přírodní rezervace Havranka
- přírodní rezervace Hroznětínská louka a olšina